# Melbourne Victory Football Club 2017-2018
Questa voce raccoglie le informazioni riguardanti il Melbourne Victory Football Club nelle competizioni ufficiali della stagione 2017-2018.

## Rosa
Fonte
| N. |                          | Ruolo | Calciatore        |
| -- | ------------------------ | ----- | ----------------- |
| 1  | Australia (bandiera)     | P     | Matthew Acton     |
| 2  | Australia (bandiera)     | D     | Jason Geria       |
| 4  | Australia (bandiera)     | D     | Rhys Williams     |
| 5  | Australia (bandiera)     | C     | Mark Milligan     |
| 6  | Australia (bandiera)     | C     | Leigh Broxham     |
| 8  | Kosovo (bandiera)        | A     | Besart Berisha    |
| 9  | Nuova Zelanda (bandiera) | A     | Kosta Barbarouses |
| 10 | Australia (bandiera)     | C     | James Troisi      |
| 11 | Australia (bandiera)     | A     | Mitch Austin      |
| 14 | Australia (bandiera)     | D     | Thomas Deng       |
| 15 | Australia (bandiera)     | C     | Cameron McGlip    |

| N. |                      | Ruolo | Calciatore             |
| -- | -------------------- | ----- | ---------------------- |
| 16 | Australia (bandiera) | C     | Joshua Hope            |
| 17 | Australia (bandiera) | D     | James Donachie         |
| 18 | Argentina (bandiera) | C     | Matías Sánchez         |
| 19 | Australia (bandiera) | A     | Pierce Waring          |
| 20 | Australia (bandiera) | P     | Lawrence Thomas        |
| 21 | Australia (bandiera) | C     | Carl Valeri (capitano) |
| 22 | Australia (bandiera) | D     | Stefan Nigro           |
| 23 | Samoa (bandiera)     | D     | Jai Ingham             |
| 31 | Australia (bandiera) | A     | Christian Theoharous   |
| 41 | Australia (bandiera) | A     | Leroy George           |
|    | Australia (bandiera) | C     | Terry Antonis          |